# (9413) Eichendorff
(9413) Eichendorff est un astéroïde de la ceinture principale.

## Description
(9413) Eichendorff est un astéroïde de la ceinture principale. Il fut découvert le 21 septembre 1995 à Tautenburg par Freimut Börngen. Il présente une orbite caractérisée par un demi-grand axe de 2,34 UA, une excentricité de 0,19 et une inclinaison de 4,1° par rapport à l'écliptique.

## Compléments